# ダルエスサラーム
ダルエスサラーム（Dar es Salaam）は、インド洋に面した、タンザニアのダルエスサラーム州の州都である。かつては首都であった。
ダレサラームとも呼ばれる。また、ダールと通称される場合もある。
現在の法律上の首都はドドマだが、実質的な首都機能は、経済の中心地のダルエスサラームにある。鉄道など交通の中心地で、ザンジバルなどへのフェリーも発着する。
タンザニアで最多の人口を擁し、2022年時点の推定人口は約538万人だった。

## 歴史
1865年もしくは1866年に、対岸に位置するインド洋上の島のザンジバル島を支配するザンジバル・スルタン国（ブーサイード朝オマーンのアラブ人王朝）のスルタン、マージド・ビン・サイードによって建設が始まり、彼の離宮が置かれ、ダルエスサラームの名が与えられた。なお、ダルエスサラームの名は「平和の家」「平和の地」を意味するアラビア語のダール・アッ＝サラーム（دار السلام dār as-salām）に由来するとされる。
マージドは、農業・商業の発展のためにアラブ商人やインド商人を、この地に住まわせた。1870年にマージドが死亡し、その後一時的に町は寂れた。しかし、1887年にドイツが進出し、1895年にドイツ領東アフリカの首都がバガモヨから移され、東アフリカ・インド洋地域における基地にされた。当初のドイツによる支配に反発して1905年にマジ・マジ反乱が発生し、その後、ドイツ領東アフリカでの統治の腐敗や不祥事が明らかになった結果、統治の仕方を改善する事が決定された。またダルエスサラームにも、ドイツ人兵士だけでなく、アフリカ人の兵士も駐留した。
第一次世界大戦でドイツが敗北すると、ダルエスサラームを含むドイツ領東アフリカは、イギリスの委任統治領のタンガニーカとなり、イギリスによりダルエスサラームはタンガニーカの政治・経済の中心都市として位置付けられた。これにより、他のイギリス支配地域と同様に、ダルエスサラームにもインドから数多くの移住者を受け入れた。
第二次世界大戦後、スワヒリ系ムスリム住民を中心とした人々によるタンガニーカの独立を目指す運動の中心地となり、1961年にタンガニーカは独立を達成した。1965年にタンガニーカ共和国がザンジバルと合邦してタンザニア連合共和国が成立し、その際もダルエスサラームは首都と定められた。
しかし、1973年に法律上の首都はタンザニア内陸部のドドマに移された。それに伴い国会がドドマに移転されたものの、官公庁や中央銀行を始めとする主要な機関のほとんどが現在も残っている。
なお、1978年1月に、市内でコレラが蔓延し、多数の死者が出た。タンザニア政府は感染拡大を封じるために、ダルエスサラームを始めとした感染地の交通を遮断した。この結果、物価が急上昇したなど市民生活の混乱も生じたものの、コレラの封じ込めを優先させた。

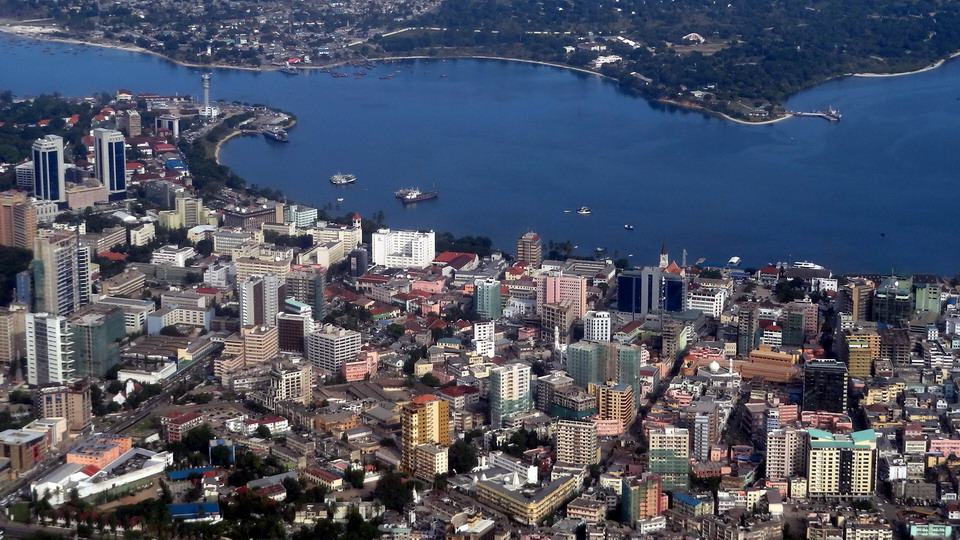

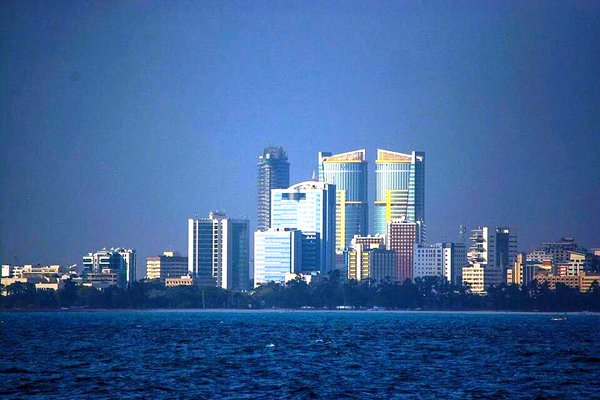
ダルエスサラーム港

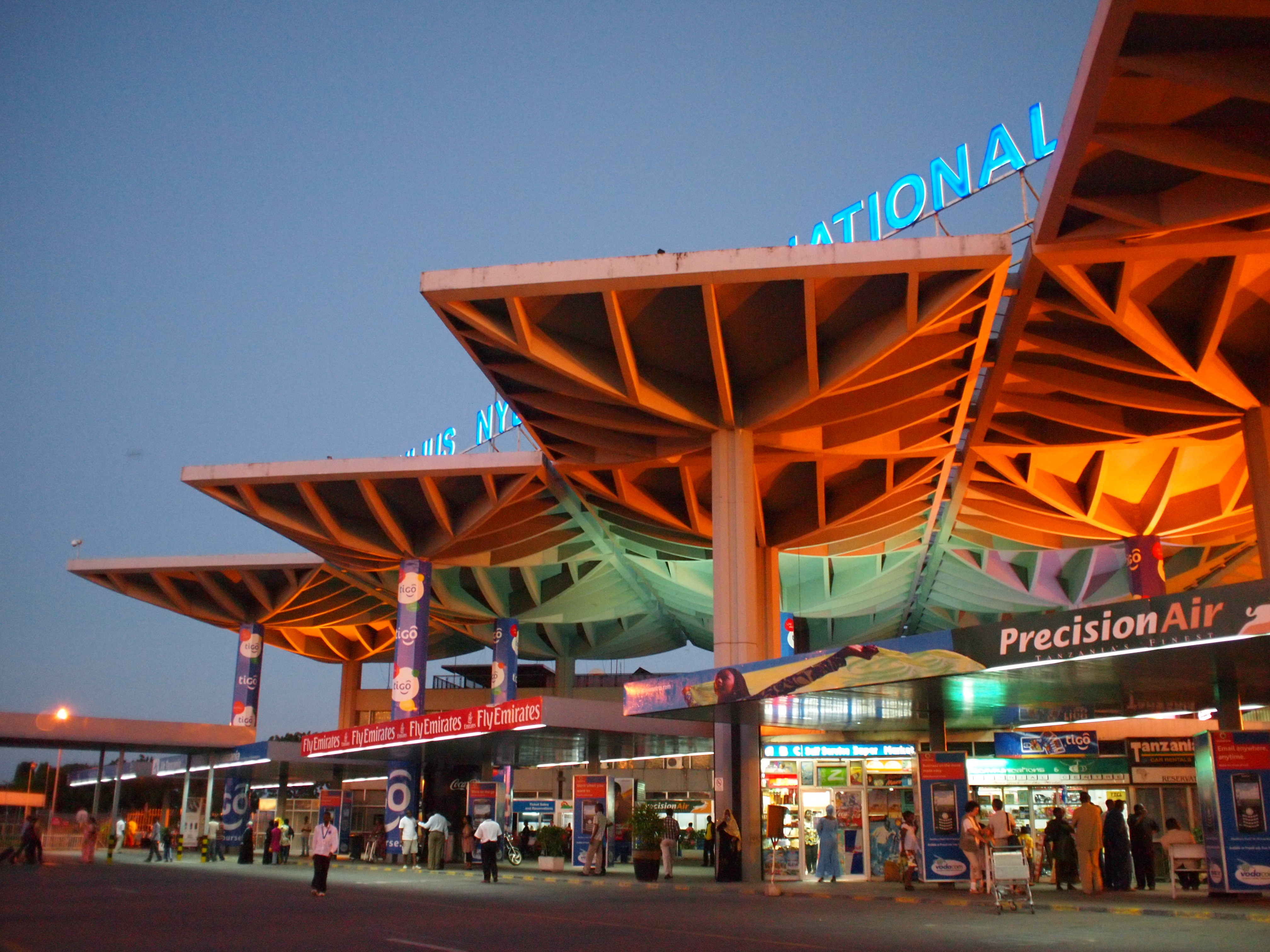
空港

## 気候
気候は熱帯性で、ケッペンの気候区分でサバナ気候(Aw)に区分される。インド洋に面するため、湿気が多い。最高気温は年間を通じ30 ℃前後、最低気温は20 ℃前後である。降雨量は1年に1100 mm程度である。
| ダルエスサラームの気候 | ダルエスサラームの気候 | ダルエスサラームの気候 | ダルエスサラームの気候 | ダルエスサラームの気候 | ダルエスサラームの気候 | ダルエスサラームの気候 | ダルエスサラームの気候 | ダルエスサラームの気候 | ダルエスサラームの気候 | ダルエスサラームの気候 | ダルエスサラームの気候 | ダルエスサラームの気候 | ダルエスサラームの気候 |
| 月                     | 1月                    | 2月                    | 3月                    | 4月                    | 5月                    | 6月                    | 7月                    | 8月                    | 9月                    | 10月                   | 11月                   | 12月                   | 年                     |
| ---------------------- | ---------------------- | ---------------------- | ---------------------- | ---------------------- | ---------------------- | ---------------------- | ---------------------- | ---------------------- | ---------------------- | ---------------------- | ---------------------- | ---------------------- | ---------------------- |
| 平均最高気温 °C （°F） | 31 (88)                | 31 (88)                | 31 (88)                | 30 (86)                | 29 (84)                | 29 (84)                | 28 (82)                | 28 (82)                | 28 (82)                | 29 (84)                | 30 (86)                | 31 (88)                | 29.6 (85.2)            |
| 平均最低気温 °C （°F） | 25 (77)                | 25 (77)                | 24 (75)                | 23 (73)                | 22 (72)                | 20 (68)                | 19 (66)                | 19 (66)                | 19 (66)                | 21 (70)                | 22 (72)                | 24 (75)                | 21.9 (71.4)            |
| 降水量 mm （inch）     | 66 (2.6)               | 66 (2.6)               | 130 (5.12)             | 290 (11.42)            | 188 (7.4)              | 33 (1.3)               | 31 (1.22)              | 25 (0.98)              | 31 (1.22)              | 41 (1.61)              | 74 (2.91)              | 91 (3.58)              | 1,066 (41.96)          |
| 平均降雨日数           | 8                      | 6                      | 12                     | 19                     | 15                     | 6                      | 6                      | 7                      | 7                      | 7                      | 9                      | 11                     | 113                    |
| 平均月間日照時間       | 248                    | 196                    | 217                    | 150                    | 217                    | 210                    | 217                    | 279                    | 270                    | 279                    | 240                    | 248                    | 2,771                  |
| 出典：BBC Weather      |                        |                        |                        |                        |                        |                        |                        |                        |                        |                        |                        |                        |                        |

## 行政区画
ダルエスサラーム州は、5つの県で構成されている。
- Ilala District
- Kinondoni District
- Temeke District
- Kigamboni
- Ubungo

## 姉妹都市
- ハンブルク (ドイツ)
- サムスン (トルコ)
- 常州市 (中華人民共和国)
- マーザンダラーン州 (イラン)

## 経済
- タンザニア銀行 - 通貨タンザニア・シリングを発行するタンザニアの中央銀行である。建物はツインタワービルであり、ダルエスサラーム市内でも目立つ。
- ダルエスサラーム証券取引所（英語版） - 株式市場には、2011年4月現在で16社が上場している[7]。
- カリアコ市場 - かつて付近で活躍したイギリス海軍の輸送隊である「Carrier Corps」が、スワヒリ語に転訛して「カリアコ」と呼ばれるようになった[8]。

## 交通

### 空港
- ジュリウス・ニエレレ国際空港 - タンザニアの国際線・国内線の要衝として利用されるハブ空港である。

### 鉄道
- 中央線（英語版） - ダルエスサラームとキゴマを結ぶ。途中から支線が複数伸びている。
- タンザン鉄道 - ダルエスサラームとザンビアのカピリムポシを結ぶ。

### 港湾
- ダルエスサラーム港 - 国際貨物船の他、ダルエスサラームとザンジバルを往復する客船などが就航している。

### 市内交通
- 路線バス／乗り合いバス - 他のタンザニアの都市と同様に、ダラダラ（英語版）と呼ばれる小型バスが、市内の主要な交通手段である。特にダルエスサラームはダラダラの路線数が多く、市街地全体を網羅している。
- DART（英語版） - 2016年5月10日に運行開始されたバス・ラピッド・トランジットである。1路線が運行中[9]。

## 教育
- ダルエスサラーム大学・・・タンザニアの最高学府。

## スポーツ

### サッカー
ダルエスサラームをホームとするサッカークラブがある。
- Young Africans S.C.
- Simba S.C.
- Azam F.C.

### 料理

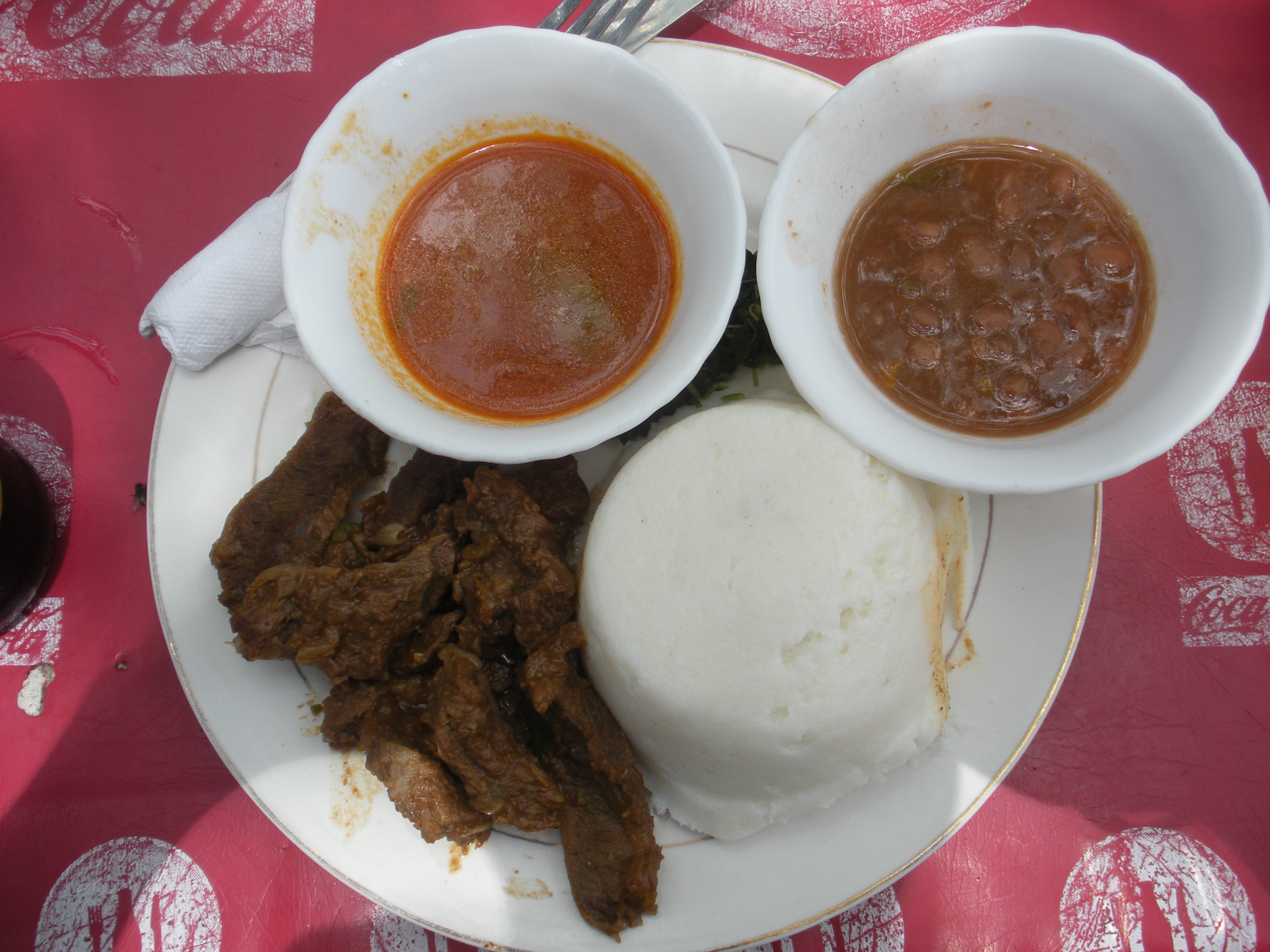
ウガリと呼ぶ米飯が主食

## 文化

### 観光
- タンザニア国立博物館（英語版）

## 出身者
- マリン・ヒンクル
- ハシーム・サビート
- 相原史乃